# 早稲田一男
早稲田 一男（わせだ かずお、1959年4月14日 - ）は、日本の元サッカー選手、サッカー指導者。ポジションはFW（センターフォワード）、MF（攻撃的MF、守備的MF）。宮崎県日南市出身。

## 来歴
日南市在住の中学時代にサッカーを始めると頭角を現し、周囲の勧めもあって1975年に東京の帝京高校へ越境入学した。越境入学は1970年代当時は少なく、九州から東京という遠距離のケースは殆どなかった。入学すると古沼貞雄監督の下で1年時からレギュラーとなり、1年時は高校総体ベスト4、2年時は高校総体優勝と第55回高校選手権ベスト4進出に貢献した。3年時には主将として宮内聡や金子久らと共に、第56回高校選手権優勝に導いた。早稲田はその傑出した得点能力でマスコミの注目を集め、これ以降、第二の早稲田を目指そうと同校には遠隔地からの入学希望者が集まる様になった。
卒業後の1978年に日本サッカーリーグ (JSL) 1部の古河電気工業サッカー部へ入部。古河は前年の1977年にチームの主力選手だった奥寺康彦がドイツの1.FCケルンへ移籍したことにより成績が低迷し、早稲田の加入した年も開幕から8連敗を喫しリーグ最下位となるなど低迷が続いていたが、若返りを進める部の方針もあって初年度から出場機会を得ることになった。その後、右膝靱帯の負傷に見舞われながらもポジションをFWから攻撃的MF、守備的MFと変え、7年間に渡って同サッカー部の中盤を務めた。
代表レベルでは高校時代に日本ユース代表、社会人時代には日本B代表、日本選抜などに選出されジャパンカップや海外遠征等に参加。JSLの優秀選手が参加するJSL東西対抗戦にも出場した。
1985年1月に古河を退社。郷里である宮崎県へ戻り、宮崎実業高等学校（後の日章学園高等学校）の体育教師として赴任すると同時にサッカー部の監督に就任。同校を率いて第89回全国高等学校サッカー選手権大会ではベスト8進出に導くなど、宮崎県や九州有数の強豪校に育て上げている。
2020年に宮崎日本大学高校の監督に就任、2021年4月からFC延岡AGATA U-15の監督に就任した。2025年6月、前監督の辞任に伴いトップチーム監督に就任。

## 人物
センターフォワードを務めていた当時は力強いシュートを蹴るのではなく、相手DFのタイミングを上手くずらしてからゴールの枠に蹴るタイプの選手だった。
結婚し3人の息子をもうけた。3人はいずれも父と同様にサッカー選手を志し、高校時代には日章学園へ進学すると、マスコミから「親子鷹」として紹介された。次男の早稲田昂平は流通経済大学サッカー部を経て、2013年から2015年まで日本フットボールリーグ (JFL) のホンダロックSCに所属していた。

## 所属クラブ
- 日南市立吾田中学校
- 帝京高校
- 1978年 - 1984年 古河電工

## 個人成績
| 国内大会個人成績 | 国内大会個人成績 | 国内大会個人成績 | 国内大会個人成績 | 国内大会個人成績 | 国内大会個人成績           | 国内大会個人成績 | 国内大会個人成績 | 国内大会個人成績 | 国内大会個人成績 | 国内大会個人成績 | 国内大会個人成績 |
| 年度             | クラブ           | 背番号           | リーグ           | リーグ戦         | リーグ戦                   | リーグ杯         | リーグ杯         | オープン杯       | オープン杯       | 期間通算         | 期間通算         |
| 年度             | クラブ           | 背番号           | リーグ           | 出場             | 得点                       | 出場             | 得点             | 出場             | 得点             | 出場             | 得点             |
| 日本             | 日本             | 日本             | 日本             | リーグ戦         | リーグ戦                   | JSL杯            | JSL杯            | 天皇杯           | 天皇杯           | 期間通算         | 期間通算         |
| ---------------- | ---------------- | ---------------- | ---------------- | ---------------- | -------------------------- | ---------------- | ---------------- | ---------------- | ---------------- | ---------------- | ---------------- |
| 1978             | 古河             | 25               | JSL1部           | 8                | 1                          |                  |                  |                  |                  |                  |                  |
| 1979             | 古河             | 25               | JSL1部           | 6                | 1                          |                  |                  |                  |                  |                  |                  |
| 1980             | 古河             | 16               | JSL1部           | 17               | 3                          |                  |                  |                  |                  |                  |                  |
| 1981             | 古河             | 16               | JSL1部           | 14               | 2                          |                  |                  | 2                | 2                |                  |                  |
| 1982             | 古河             | 16               | JSL1部           | 18               | 3                          |                  |                  |                  |                  |                  |                  |
| 1983             | 古河             | 16               | JSL1部           | 18               | 3                          |                  |                  |                  |                  |                  |                  |
| 1984             | 古河             | 16               | JSL1部           | 6                | 1                          |                  |                  |                  |                  |                  |                  |
| 通算             | 日本             | 日本             | JSL1部           | 87               | 14\|\|\|\|\|\|\|\|\|\|\|\| |                  |                  |                  |                  |                  |                  |
| 総通算           | 総通算           | 総通算           | 総通算           | 87               | 14\|\|\|\|\|\|\|\|\|\|\|\| |                  |                  |                  |                  |                  |                  |

・JSL東西対抗戦　2回出場（1983年、1984年）
・JSL東西対抗戦　1得点（1984年）

## 代表歴
- 1977年 日本ユース代表
  - AFCユース選手権1977（ベスト4）
- 1978年 日本選抜
- 1982年 JSL選抜チーム　1試合0得点